# Reviews in Mineralogy and Geochemistry
Reviews in Mineralogy and Geochemistry (abrégé en Rev. Mineral. Geochem.) est une revue scientifique à comité de lecture qui publie des articles de revue dans les domaines de la minéralogie et de la géochimie.
D'après le Journal Citation Reports, le facteur d'impact de ce journal est de 8,745 en 2018.

## Histoire
Au cours de son histoire, le journal a changé de nom :
- Reviews in Mineralogy, 1974-1999  (ISSN 0275-0279)
- Reviews in Mineralogy and Geochemistry, 2000-en cours  (ISSN 1529-6466)

## Bureau éditorial
- Paul Ribbe, 1974-2000
- Paul Ribbe et Jodi J. Rosso, 2001-2003

Depuis 2003, le directeur de publication est Jodi J. Rosso.